# Belting (Gesangstechnik)
Das Belting (englisch für ‚schmettern‘) ist eine Gesangstechnik, die bevorzugt im Bereich Musical, Popmusik und Soul, aber durchaus auch in anderen (vor allem Jazz-verwandten) musikalischen Genres eingesetzt wird. Durch eine gegenüber dem klassischen Gesang veränderte Vokalbildung und Registermischung wird ein „schmetternder“ und „durchdringender“ Klang erreicht.
Ursprünglich war dies eine Bühnengesangstechnik, bevor eine Mikrofon-Verstärkung technisch möglich war. Berühmt wurde das Belting in den 1930er-Jahren durch den US-Vaudeville- und Musical-Star Ethel Merman. Mit dem aufkommenden Rock ’n’ Roll verbreitete es sich rasch. Spätestens seit den frühen 1980er Jahren ist das Belting die Standardtechnik in der Rock- und Popmusik, auf die sich fast alle Interpreten nahezu ausschließlich beschränken. Besonders eindrucksvolle Beispiele für die Perfektionierung dieser Gesangstechnik findet man u. a. bei Cher, Christina Aguilera, Chris Cornell, Aretha Franklin, Patti LaBelle, Eva Cassidy, Céline Dion, Mariah Carey, Whitney Houston, Demi Lovato oder auch Sarah Connor und Julia Neigel.

## Technik

### Stimmtechnische Grundlagen
Eine stimmphysiologische Definition des Beltings lautet: „Belting ist eine Art, laut zu singen: durch den fortgeführten Einsatz der Bruststimme (> 50 % Verschlussphase im Zyklus der Glottis) in einem Bereich des Stimmumfangs, der eine Erhöhung des Kehlkopfs erfordert, damit der erste Formant mit dem zweiten Oberton der offenen Vokale (eingestrichenes F) übereinstimmt.“ Durch den großen Atemdruck bleibt der Ton oft ohne Vibrato oder erlaubt nur ein anschwellendes Vibrato. Die erhöhte Stellung des Kehlkopfs unterscheidet das Belting vom Stützen hoher Töne mit der Bruststimme im Operngesang, wie es bei den Tenören zur Technik gehört. Ähnlich wie der Operngesang war das Belting ursprünglich dazu gedacht, das Begleitorchester zu übertönen und die großen Distanzen in Konzertsälen und Opernhäusern zu überwinden. Seit es eher die Funktion einer Stimmqualität hat, gibt es eine große Zahl von Varianten.
Theoretisch kann man in jeder Stimmlage belten. Am ausgeprägtesten ist dieser Effekt jedoch in den tiefen und mittleren Frauenstimmenlagen, wo er auch überwiegend eingesetzt wird. Bei Männern ist der Unterschied weit weniger deutlich, da sie ohnehin mit größerem Bruststimmenanteil singen und die betreffenden Formanten benutzen. Da die Technik weitgehend auf der Vokalbildung beruht, ist Belting auch nicht für jede Sprache gleichermaßen geeignet; daher ist z. B. der Einsatz von Belting in deutscher Sprache aufgrund der zum Textverständnis notwendigen harten Konsonanten musikalisch oft nicht sinnvoll, wenn auch möglich.

### Belting vs. klassischer Gesang
Belting und klassischer Gesang schließen sich nicht zwingend aus. Belting steht für ein anderes Klangideal oder eine andere Interpretation. Auch für das Belten gelten die Grundsätze der „klassischen“ Stimmbildung, besonders die der Atemtechnik; sie werden aber für das korrekte Belten variiert – so wird beispielsweise bei Belten der Kehlkopf nicht, wie im klassischen Gesang, leicht abgesenkt, die Körperspannung ist deutlich höher, und es muss ein bestimmtes muskuläres Trainingslevel auf klassischer Basis erreicht worden sein, bevor mit dem Belten begonnen werden kann. Ein Belten ohne fundierte Ausbildung ist auf Dauer stimmschädigend, da ohne dieses Training leicht Schäden an den Stimmbändern auftreten können.
Belting ist daher auch nicht vergleichbar mit dem „Crooning“, das eher einen musikalischen Stil als eine Gesangstechnik darstellt. Während beim Crooning eine Verstärkung der Stimme unabdingbar ist, kann bei gekonnt ausgeführten Belting auch ohne Verstärkung eine Dynamik und Lautstärke wie beim klassisch orientierten Gesang der Oper erreicht werden.

### Beispiele
Den Unterschied zwischen Belting und klassischer Stimmeinstellung kann man mittels der beiden Lieder One Moment in Time von Whitney Houston und Don’t Cry for Me Argentina in der Coverversion von Madonna vergleichen, da beide Songs einen sehr ähnlichen Tonumfang haben und beide für eine Frauenstimme eher eine tiefe bis mittlere Stimmlage darstellen. Während Whitney Houston fast durchgängig das Belting benutzt (und mit der deutlich dunkleren Vokalfärbung schon in mittleren Lagen ein außerordentliches Stimmvolumen erreicht), singt Madonna durchgehend mit einer eher klassischen Stimmeinstellung. Deutlich wird das vor allem an den tieferen Stellen, wo das „fehlende“ Stimmvolumen durch Obertöne und Textdiktion (Konsonanten) kompensiert wird.
Dass man auch mit klassischer Stimmeinstellung, also ohne Belting, einen ähnlichen Effekt wie Whitney Houston erreichen kann, zeigen Jazz-Ensembles wie die Swingle Singers oder The Real Group, z. B. im Lied You Can Drive My Car. Diese sind dabei allerdings auf eine deutlich höhere Stimmlage angewiesen.
Ein Beispiel für einen männlichen Belter ist Freddie Mercury. In The Show Must Go On ist (nach dem Gitarren-Solo, ab etwa 02:49) zu hören, wie er innerhalb von nur wenigen Tönen von einer normalen Stimmeinstellung nahtlos ins Belting wechselt. Dieses Beispiel zeigt auch, dass ein fließender Übergang möglich ist. Etliche Sänger setzen den Bruch zwischen den Registern allerdings auch bewusst als Stilmittel ein.
Der Unterschied zwischen Crooning und Belting ist in My Heart Will Go On von Céline Dion zu hören. Während der Anfang noch weitestgehend ohne stimmliche Substanz „gehaucht“ ist (Crooning), kann man spätestens ab ca. 03:24 von Belting sprechen.
Mariah Carey setzt das Belting ebenfalls häufig ein, z. B. bei Stay the Night, It’s Like That oder Fly Like a Bird. Lieder, in denen Carey zwischen Belting, Crooning und Pfeifregister wechselt, sind zum Beispiel Fly Like a Bird, Stay the Night oder Emotions.
Ein weiteres Beispiel ist Blues in the Night, gesungen von Eva Cassidy.

## Geschichte
Inspiriert von afroamerikanischen Gesangstechniken (die Sängerin Sophie Tucker trat mit ihrer Art des Belting noch in Minstrel Shows auf) fand das Belting seit den 1910er-Jahren Eingang in Music-Hall-, Vaudeville-Shows und Revuen, hat seine Wurzeln jedoch im Blues. Es war populär und hatte einen vulgären Anstrich. In den Broadway-Musicals der 1930er- und noch der 1940er-Jahre wurden lyrische Passagen immer noch vorwiegend klassisch gesungen. Die zunehmende Abkehr vom Klang der älteren Operetten bevorzugte jedoch modernere Gesangsstile.
Das Belting stand zunächst im Zusammenhang mit komischen Frauenrollen, z. B. Molly Gray in Girl Crazy (1930) oder Luce in The Boys from Syracuse (1938). Die ernsten Figuren sangen klassisch. Die unzimperliche Heldin Annie Oakley in Annie Get Your Gun (1946), dargestellt von Ethel Merman, präsentierte das Belting dann als – scheinbar „weißen“ – volkstümlich-amerikanischen Gesangsstil. Berühmt war vor allem der komisch-ordinäre Song Doin’ What Comes Naturally. Der Mikrofongesang der Folgezeit hat neue Varianten des Beltings ermöglicht, und es wirkt seither nicht mehr notwendig komisch.